# Thibault Colard
Thibault Jean Henri Colard (Seysses, 13 de enero de 1992) es un deportista francés que compitió en remo.
Participó en los Juegos Olímpicos de Río de Janeiro 2016, obteniendo una medalla de bronce en la prueba de cuatro sin timonel ligero.
Ganó una medalla de bronce en el Campeonato Mundial de Remo de 2015 y una medalla de plata en el Campeonato Europeo de Remo de 2015. Además, obtuvo una medalla de plata en el Campeonato Mundial de Remo en Sala de 2020.

## Palmarés internacional
| Juegos Olímpicos   | Juegos Olímpicos        | Juegos Olímpicos  | Juegos Olímpicos          |
| Año                | Lugar                   | Medalla           | Prueba                    |
| ------------------ | ----------------------- | ----------------- | ------------------------- |
| 2016               | Río de Janeiro (Brasil) | Medalla de bronce | Cuatro sin timonel ligero |
| Campeonato Mundial |                         |                   |                           |
| Año                | Lugar                   | Medalla           | Prueba                    |
| 2015               | Aiguebelette (Francia)  | Medalla de bronce | Cuatro sin timonel ligero |
| Campeonato Europeo |                         |                   |                           |
| Año                | Lugar                   | Medalla           | Prueba                    |
| 2015               | Poznań (Polonia)        | Medalla de plata  | Cuatro sin timonel ligero |

| Campeonato Mundial | Campeonato Mundial | Campeonato Mundial | Campeonato Mundial |
| Año                | Lugar              | Medalla            | Prueba             |
| ------------------ | ------------------ | ------------------ | ------------------ |
| 2020               | París (Francia)    | Medalla de plata   | Ligero 2000 m      |